# بويان كركيتش
بويان كركيتش بيريز (بالإسبانية: Bojan Krkić Pérez) لاعب كرة قدم إسباني سابق، وقد ولد بويان في 28 أغسطس 1990 وهو أسباني صربي الأصل.
انضم بويان لناشئي برشلونة في 1999 وسجل عدد كبير من الأهداف خلال سبع سنوات وهو ماهر في المراوغة والتصويب نحو المرمى.

## مسيرته الكروية

### كأس أوروبا للناشئين
شارك بويان في بطولتين لكأس العالم للناشين مع المنتخب الإسباني وهما بطولة 2006 وبطولة 2007.
و قد أحرز بويان أكبر عدد من الأهداف من لاعب واحد في البطولتين.

### كأس أوروبا للناشئين 2006
أوقعت القرعة المنتخب الإسباني في مجموعة ضمت روسيا التي حققت البطولة فيما بعد والمجر ولوكسمبورغ وقد بدأت إسبانيا مبارياتها أمام منتخب لوكسمبورغ وحققت الفوز 7-1 وقد أحرز بويان ثلاثية وفي مباراة منتخبه الثانية أمام الروس سجل هدفا ليقود فريقه للفوز 3-0 وفي ختام الدور الأول فاز المنتخب الإسباني على المجر بثنائية نظيفة استهلها بويان من ركلة جزاء ولكن الفريق خرج في نصف النهائي على يد التشيك ولكن بويان كان أكثر اللاعبين إحرازا للأهداف بخمسة أهداف وتشارك معه مانويل فيتشر الألماني وتوماس نيكيد التشيكي.

### كأس العالم للناشئين 2007
أوقعت القرعة المنتخب الإسباني في مجموعة ضمت فرنسا وألمانيا وأوكرانيا وحقق المنتخب الإسباني الفوز في أولى مبارياته أمام فرنسا 2-0 ولكن بويان لم يسجل، ولكنه فعل ذلك في المباراة الثانية أمام أوكرانيا بإحرازه الهدف الأول لفريقه وانتهت المباراة 3-1 للإسبان، وأما المباراة الثالثة أمام الألمان فانتهت سلبية، وفي الدور نصف النهائي كان الإسبان منهزمين حتى ما قبل ثلث ساعة على النهاية ولكن بويان أحرز هدفا قاد به فريقه لتعادل ثمين ليلجأ الفريقان إلى ركلات الترجيح التي حسمها الإسبان لصالحهم 7-6 وقد أحرز بويان أحدها، وفي المباراة النهائية واجه المنتخب الإسباني نظيره الإنجليزي ونجح بويان في إحراز هدف الانتصار لفريقه في الدقيقة 49 وقد انتهت المباراة 1-0 وقد نال بويان جائزة أفضل لاعب في البطولة كما أنه أحرز ثلاثة أهداف وكان أكثر المسجلين متعادلا مع فيكتور مويسيس الإنجليزي وتوني كروس الألماني.

## مسيرته مع برشلونة
مر بويان بجميع المراحل السنية مع برشلونة، حيث تم تسجيله مع النادي بموسم 1999/2000 واستمر بتخطي المراحل السنية على النحو التالي: البراعم «ب» (2000-01) البراعم «أ» (2001-02) الناشئين «ب» (2002-03) الناشئين «أ» (2003-04) الشباب «ب» (2004-05) الشباب «أ» (2005-06) وبالرغم من إنه انضم لفريق الشباب بذلك الموسم إلا انه قد انهى الموسم وهو بفريق برشلونة B قبل أن يبدأ موسم 2006/07 والذي تم ضمه بشكل نهائي لبرشلونة B.
أثناء هذه الفترة التطويرية، أبرز اللاعب قدراته التهديفية، بحيث سجل تحت قيادة كويكي كوستاس 10 اهداف خلال نصف موسم فقط.

### مع الفريق الأول
ظهر بويان كركيتش لأول مرة مع الفريق الأول لنادي برشلونة خلال موسم 2006-2007 بعمر السادسة عشر فقط، حيث لعب خلال نفس العام لفريق برشلونة للشباب بالإضافة لبرشلونة B والفريق الأول.
ويعد عام 2007 هي عام الانطلاقة لبويان حيث أنه استطاع أن يقود منتخب بلادة لأقل من 17 سنة لإحراز بطولة أوروبا امام المنتخب الإنجليزي والذي سجل الهدف بالنهائي لتنتهي بنتيجة 1-0؛ وبعدها استطاع أن يظهر لأول مرة مع الفريق الأول في مباراة ودية بمناسبة المئوية لـ نادي الأهلي المصري وسجل خلالها هدف. وتعتبر هذه السنة لاتنسى بالنسبة لللاعب حيث أنه لعب مع منتخب الشباب لأسبانيا بعمر الستة عشر سنة فقط.
بويان بدأ موسم 2007/2008 مع الفريق الأول، إلا انه لم يتمكن من المشاركة بـ الجولة الآسيوية مع الفريق وذلك لتواجده مع المنتخب الأسباني ببطولة كأس العالم للناشئين بكوريا الجنوبية، حيث قاد الفريق للنهائي بتسجيله لخمسة اهداف.
واستطاع اللاعب أن يسجل عددا مميزا من دقائق المشاركة مع فرانك ريكارد حيث استطاع أن يلعب في الدوري ودوري الأبطال، حيث سجل نفسه اصغر لاعب برشلوني يلعب في البطولة (لعب بتاريخ 19/9/2007، ضد اولمبيك ليون، بعمر الـ 17 عاما ً و 22 يوما ً). وسجل نفسه كأصغر مسجل للاهداف مع برشلونة (عندما سجل هدف بتاريخ 20 أكتوبر من العام ذاته، بعمر 17 سنة وشهر و 22 يوما ً، امام فياريال). وسجل أيضا ً كثاني اصغر مسجل للاهداف في الأبطال (بعمر الـ 17 سنة و 217 يوم، ضد شالكة، بعد Oforiquaye المسجل الأصغر في دوري الأبطال).
بشكل عام، موسم 2007/2008 اثبت بأن بويان هو أحد أفضل المهاجمين ببرشلونة، حيث استطاع أن يسجل 10 اهداف خلال 14 مباراة بدأها أساسيا.
في موسم 2008/2009 استطاع أن يسجل هدفين في الدوري حيث كان يعتمد عليه غوارديولا كلاعب احتياطي، ولكن جوسيب غوارديولا كان يعده أساس التشكية في الكأس وكان له الدور الكبير لإحراز اللقب الخامس والعشرين بكأس الملك (رقم قياسي).
في سنة 2009-10 بويان لم يستطيع شغل مركزا جيدا له، حيث بيدرو رودريغيز قضى عليه نهائياً والذي أخد المكانة الأساسية. بويان لم يلعب كثيراً ورغم ذلك كان حاسماً في الكثير من المناسبات لبرشلونة.

### مسيرته مع روما
في صيف 2011 في يوم 22 يونيو انتقل بويان كركيتش إلى نادي روما الإيطالي بمبلغ 12 مليون يورو

### مسيرته مع ميلان
انتقل بويان الي نادي ميلان على سبيل الإعارة من ناديه السابق أي سي روما.

### مسيرته مع ستوك سيتي
وفي موسم 14/15 انتقل إلى صفوف نادي ستوك سيتي على سبيل الإعارة.

## ألقابه
- كأس السوبر الإسباني 2010/2009 , 2011/2010
- الدوري الإسباني الدرجة الأولى 2009/2008 , 2010/2009 , 2011/2010
- كأس العالم للأندية 2009-2010
- كأس السوبر الأوروبي 2010/2009
- دوري أبطال أوروبـا 2009/2008 , 2011/2010
- كأس الملك الإسباني 2009/2008 , (صاحب المركز الثاني) 2011/2010
- الدوري الهولندي الممتاز 2014/2013
- كأس هولندا (صاحب المركز الثاني) 2014/2013
- كأس السوبر الهولندي 2014/2013

### المنتخـب الإسباني
- بطل بطولة أوروبا لأقل من 17 عام 2007
- وصيف بطل العالم لأقل من 17 عام 2007
- كأس أوروبا تحت 21 عام 2011

## روابط خارجية
- بويان كركيتش على موقع الاتحاد الدولي (مؤرشف)  (الإنجليزية)
- بويان كركيتش على موقع الاتحاد الأوربي (الإنجليزية)
- بويان كركيتش على موقع رابطة كرة القدم اليابانية للمحترفين (اليابانية)
- بويان كركيتش على موقع الدوري الأمريكي (الإنجليزية)
- بويان كركيتش على موقع قاعدة بيانات كرة القدم.إي يو (الإنجليزية)
- بويان كركيتش على موقع ليكيب (الفرنسية)
- بويان كركيتش على موقع ناشيونال فوتبول تيمز (الإنجليزية)
- بويان كركيتش على موقع Soccerbase.com (لاعب) (الإنجليزية)
- بويان كركيتش على موقع Soccerway.com (الإنجليزية)
- بويان كركيتش على موقع عالم كرة القدم.نت (الإنجليزية)